# Großkopfmeeräsche
Die Großkopfmeeräsche (Mugil cephalus) ist eine Meeräschenart, die weltweit an den Küsten tropischer, subtropischer und gemäßigter Meere vorkommt. 

## Merkmale
Die Großkopfmeeräsche kann eine Maximallänge von einem Meter erreichen, bleibt aber für gewöhnlich bei einer Länge von 50 cm. Sie ist damit die größte Meeräschenart. Der Körper ist torpedoförmig, der Kopf breit und zwischen den Augen abgeflacht. Das Maul ist klein, die Lippen schmal. Die Augen haben gut entwickelte Fettlider. Die Rückenseite ist olivgrün gefärbt, die Seiten silbrig, der Bauch eher weißlich. An den Flanken können sich entlang der Schuppenreihen einige schwache dunkle Streifen zeigen. Wie alle Meeräschen besitzt die Großkopfmeeräsche zwei Rückenflossen, die weit auseinanderstehen. Die erste hat 4 weiche Hartstrahlen und die zweite einen harten und 7 bis 9 weiche, die Afterflosse 3 harte und 8 (Adult) bis 9 (Larve) weiche Flossenstrahlen. Die Brustflossen sind kurz und erreichen, nach vorne geklappt, nicht die Augen. Die Bauchflossen sind brustständig.

## Verbreitung
Das Verbreitungsgebiet der Großkopfmeeräsche liegt zwischen 62°N und 57°S und reicht im östlichen Atlantik von der Biscaya bis Südafrika und schließt auch das Mittelmeer sowie das Schwarze Meer mit ein. Im westlichen Atlantik kommt die Art von Nova Scotia bis Brasilien vor, fehlt aber in der Karibik. Im Pazifik reicht ihr Verbreitungsgebiet von Japan und Kalifornien bis Australien und Chile, im Indischen Ozean von Indien bis Südafrika.

## Lebensweise
Die Großkopfmeeräsche lebt als Schwarmfisch im küstennahen Bereich von der Wasseroberfläche bis in Tiefen von zehn, ausnahmsweise auch bis 120 Metern, wobei sie gelegentlich auch in Lagunen und Flussmündungen eindringt. Sie springt häufig und ernährt sich von Zooplankton, Detritus, einzelligen Algen und bodenbewohnenden, wirbellosen Lebewesen. Je nach Lebensraum laichen die Fische zu unterschiedlichen Jahreszeiten. Die Vermehrung findet immer im Meer statt. Ein Weibchen kann 800.000 bis 2,6 Millionen Eier legen. Die Geschlechtsreife erreicht die Großkopfmeeräsche im Alter von 3 bis 4 Jahren und kann ein Alter von 16 Jahren erreichen.

## Nutzung
Die Großkopfmeeräsche wird in Aquakulturen mit Süß- oder Brackwasser aufgezogen. Ihr Fleisch wird frisch, getrocknet, eingesalzen, geräuchert oder eingefroren vermarktet und wird auch in der traditionellen chinesischen Medizin verwendet. Ihr getrockneter Rogen (ital. Bottarga) ist eine alte Fischspezialität des Mittelmeerraums.
Die Großkopfmeeräsche ist zweiter Zwischenwirt von Heterophyes nocens, Heterophyes aequalis und Metagonimus minutus, ungenügend erhitzter Fisch kann in den Endemiegebieten Ostasiens bzw. im östlichen Mittelmeerraum eine Heterophyose bzw. Metagonimose auslösen.